# 2019-es Formula–1 szingapúri nagydíj
A szingapúri nagydíj volt a 2019-es Formula–1 világbajnokság tizenötödik futama, amelyet 2019. szeptember 20. és szeptember 22. között rendeztek meg a Singapore Street Circuit versenypályán, Szingapúrban.

## Választható keverékek
| Abroncs              | Friss | Használt |
| -------------------- | ----- | -------- |
| Kemény keverék (C3)  |       |          |
| Közepes keverék (C4) |       |          |
| Lágy keverék (C5)    |       |          |
| Átmeneti esőgumi (I) |       |          |
| Teljes esőgumi (W)   |       |          |

## Szabadedzések

### Első szabadedzés
A szingapúri nagydíj első szabadedzését szeptember 20-án, pénteken este tartották, magyar idő szerint 10:30-tól.
| helyezés | versenyző          | csapat/motor          | elért idő | különbség | futott kör |
| -------- | ------------------ | --------------------- | --------- | --------- | ---------- |
| 1        | Max Verstappen     | Red Bull-Honda        | 1:40,259  | −         | 22         |
| 2        | Sebastian Vettel   | Ferrari               | 1:40,426  | +0,167    | 23         |
| 3        | Lewis Hamilton     | Mercedes              | 1:40,925  | +0,666    | 26         |
| 4        | Valtteri Bottas    | Mercedes              | 1:41,336  | +1,077    | 14         |
| 5        | Alexander Albon    | Red Bull-Honda        | 1:41,467  | +1,208    | 24         |
| 6        | Nico Hülkenberg    | Renault               | 1:41,812  | +1,553    | 26         |
| 7        | Carlos Sainz Jr.   | McLaren-Renault       | 1:41,966  | +1,707    | 20         |
| 8        | Lando Norris       | McLaren-Renault       | 1:42,180  | +1,921    | 19         |
| 9        | Danyiil Kvjat      | Toro Rosso-Honda      | 1:42,305  | +2,046    | 26         |
| 10       | Pierre Gasly       | Toro Rosso-Honda      | 1:42,377  | +2,118    | 24         |
| 11       | Daniel Ricciardo   | Renault               | 1:42,527  | +2,268    | 20         |
| 12       | Romain Grosjean    | Haas-Ferrari          | 1:42,630  | +2,371    | 23         |
| 13       | Antonio Giovinazzi | Alfa Romeo-Ferrari    | 1:42,677  | +2,418    | 15         |
| 14       | Kimi Räikkönen     | Alfa Romeo-Ferrari    | 1:42,786  | +2,527    | 13         |
| 15       | Lance Stroll       | Racing Point-Mercedes | 1:42,791  | +2,532    | 28         |
| 16       | Kevin Magnussen    | Haas-Ferrari          | 1:43,150  | +2,891    | 22         |
| 17       | Robert Kubica      | Williams-Mercedes     | 1:43,336  | +3,077    | 28         |
| 18       | Sergio Pérez       | Racing Point-Mercedes | 1:43,369  | +3,110    | 23         |
| 19       | Charles Leclerc    | Ferrari               | 1:43,618  | +3,359    | 12         |
| 20       | George Russell     | Williams-Mercedes     | 1:43,993  | +3,734    | 29         |

### Második szabadedzés
A szingapúri nagydíj második szabadedzését szeptember 20-án, pénteken éjszaka tartották, magyar idő szerint 14:30-tól.
| helyezés | versenyző          | csapat/motor          | elért idő | különbség | futott kör |
| -------- | ------------------ | --------------------- | --------- | --------- | ---------- |
| 1        | Lewis Hamilton     | Mercedes              | 1:38,773  | −         | 29         |
| 2        | Max Verstappen     | Red Bull-Honda        | 1:38,957  | +0,184    | 29         |
| 3        | Sebastian Vettel   | Ferrari               | 1:39,591  | +0,818    | 31         |
| 4        | Valtteri Bottas    | Mercedes              | 1:39,894  | +1,121    | 30         |
| 5        | Alexander Albon    | Red Bull-Honda        | 1:39,943  | +1,170    | 30         |
| 6        | Charles Leclerc    | Ferrari               | 1:40,018  | +1,245    | 31         |
| 7        | Carlos Sainz Jr.   | McLaren-Renault       | 1:40,145  | +1,372    | 33         |
| 8        | Nico Hülkenberg    | Renault               | 1:40,324  | +1,551    | 30         |
| 9        | Lando Norris       | McLaren-Renault       | 1:40,361  | +1,588    | 35         |
| 10       | Pierre Gasly       | Toro Rosso-Honda      | 1:40,637  | +1,864    | 32         |
| 11       | Danyiil Kvjat      | Toro Rosso-Honda      | 1:40,713  | +1,940    | 32         |
| 12       | Daniel Ricciardo   | Renault               | 1:40,811  | +2,038    | 30         |
| 13       | Sergio Pérez       | Racing Point-Mercedes | 1:40,875  | +2,102    | 29         |
| 14       | Antonio Giovinazzi | Alfa Romeo-Ferrari    | 1:41,128  | +2,355    | 35         |
| 15       | Lance Stroll       | Racing Point-Mercedes | 1:41,128  | +2,355    | 31         |
| 16       | Kimi Räikkönen     | Alfa Romeo-Ferrari    | 1:41,232  | +2,459    | 28         |
| 17       | Romain Grosjean    | Haas-Ferrari          | 1:41,392  | +2,619    | 26         |
| 18       | George Russell     | Williams-Mercedes     | 1:41,445  | +2,672    | 35         |
| 19       | Kevin Magnussen    | Haas-Ferrari          | 1:41,564  | +2,791    | 30         |
| 20       | Robert Kubica      | Williams-Mercedes     | 1:42,177  | +3,404    | 35         |

### Harmadik szabadedzés
A szingapúri nagydíj harmadik szabadedzését szeptember 21-én, szombaton este tartották, magyar idő szerint 12:00-tól.
| helyezés | versenyző          | csapat/motor          | elért idő  | különbség | futott kör |
| -------- | ------------------ | --------------------- | ---------- | --------- | ---------- |
| 1        | Charles Leclerc    | Ferrari               | 1:38,192   | −         | 15         |
| 2        | Lewis Hamilton     | Mercedes              | 1:38,399   | +0,207    | 15         |
| 3        | Sebastian Vettel   | Ferrari               | 1:38,811   | +0,619    | 13         |
| 4        | Valtteri Bottas    | Mercedes              | 1:38,885   | +0,693    | 16         |
| 5        | Alexander Albon    | Red Bull-Honda        | 1:39,258   | +1,066    | 14         |
| 6        | Max Verstappen     | Red Bull-Honda        | 1:39,366   | +1,174    | 9          |
| 7        | Carlos Sainz Jr.   | McLaren-Renault       | 1:39,507   | +1,315    | 14         |
| 8        | Lando Norris       | McLaren-Renault       | 1:39,709   | +1,517    | 13         |
| 9        | Nico Hülkenberg    | Renault               | 1:40,118   | +1,926    | 15         |
| 10       | Daniel Ricciardo   | Renault               | 1:40,153   | +1,961    | 12         |
| 11       | Lance Stroll       | Racing Point-Mercedes | 1:40,209   | +2,017    | 11         |
| 12       | Pierre Gasly       | Toro Rosso-Honda      | 1:40,339   | +2,147    | 15         |
| 13       | Kimi Räikkönen     | Alfa Romeo-Ferrari    | 1:40,953   | +2,761    | 16         |
| 14       | Sergio Pérez       | Racing Point-Mercedes | 1:40,985   | +2,793    | 4          |
| 15       | George Russell     | Williams-Mercedes     | 1:41,156   | +2,964    | 13         |
| 16       | Antonio Giovinazzi | Alfa Romeo-Ferrari    | 1:41,169   | +2,977    | 14         |
| 17       | Kevin Magnussen    | Haas-Ferrari          | 1:41,494   | +3,302    | 12         |
| 18       | Romain Grosjean    | Haas-Ferrari          | 1:41,542   | +3,350    | 12         |
| 19       | Robert Kubica      | Williams-Mercedes     | 1:41,954   | +3,762    | 13         |
| 20       | Danyiil Kvjat      | Toro Rosso-Honda      | idő nélkül | –         | 3          |

## Időmérő edzés
A szingapúri nagydíj időmérő edzését szeptember 21-én, szombaton éjszaka futották, magyar idő szerint 15:00-tól.
| helyezés              | rajtszám | versenyző          | csapat/motor          | 1. rész  | 2. rész  | 3. rész  | rajthely | futott kör |
| --------------------- | -------- | ------------------ | --------------------- | -------- | -------- | -------- | -------- | ---------- |
| 1                     | 16       | Charles Leclerc    | Ferrari               | 1:38,014 | 1:36,650 | 1:36,217 | 1        | 18         |
| 2                     | 44       | Lewis Hamilton     | Mercedes              | 1:37,565 | 1:36,933 | 1:36,408 | 2        | 19         |
| 3                     | 5        | Sebastian Vettel   | Ferrari               | 1:38,374 | 1:36,720 | 1:36,437 | 3        | 16         |
| 4                     | 33       | Max Verstappen     | Red Bull-Honda        | 1:38,540 | 1:37,089 | 1:36,813 | 4        | 15         |
| 5                     | 77       | Valtteri Bottas    | Mercedes              | 1:37,317 | 1:37,142 | 1:37,146 | 5        | 18         |
| 6                     | 23       | Alexander Albon    | Red Bull-Honda        | 1:39,106 | 1:37,865 | 1:37,411 | 6        | 16         |
| 7                     | 55       | Carlos Sainz Jr.   | McLaren-Renault       | 1:38,882 | 1:37,982 | 1:37,818 | 7        | 19         |
| KIZ[1]                | 3        | Daniel Ricciardo   | Renault               | 1:39,362 | 1:38,399 | 1:38,095 | 20[1]    | 18         |
| 9                     | 27       | Nico Hülkenberg    | Renault               | 1:39,001 | 1:38,580 | 1:38,264 | 8        | 18         |
| 10                    | 4        | Lando Norris       | McLaren-Renault       | 1:38,606 | 1:37,572 | 1:38,329 | 9        | 19         |
| 11                    | 11       | Sergio Pérez       | Racing Point-Mercedes | 1:39,909 | 1:38,620 |          | 15[2]    | 14         |
| 12                    | 99       | Antonio Giovinazzi | Alfa Romeo-Ferrari    | 1:39,272 | 1:38,697 |          | 10       | 14         |
| 13                    | 10       | Pierre Gasly       | Toro Rosso-Honda      | 1:39,085 | 1:38,699 |          | 11       | 12         |
| 14                    | 7        | Kimi Räikkönen     | Alfa Romeo-Ferrari    | 1:39,454 | 1:38,858 |          | 12       | 14         |
| 15                    | 20       | Kevin Magnussen    | Haas-Ferrari          | 1:39,942 | 1:39,650 |          | 13       | 14         |
| 16                    | 26       | Danyiil Kvjat      | Toro Rosso-Honda      | 1:39,957 |          |          | 14       | 7          |
| 17                    | 18       | Lance Stroll       | Racing Point-Mercedes | 1:39,979 |          |          | 16       | 8          |
| 18                    | 8        | Romain Grosjean    | Haas-Ferrari          | 1:40,277 |          |          | 17       | 8          |
| 19                    | 63       | George Russell     | Williams-Mercedes     | 1:40,867 |          |          | 18       | 7          |
| 20                    | 88       | Robert Kubica      | Williams-Mercedes     | 1:41,186 |          |          | 19       | 6          |
| 107%-os idő: 1:44,129 |          |                    |                       |          |          |          |          |            |

Megjegyzés:
- ↑ 1:  — Daniel Ricciardo a 8. helyet érte el az időmérő edzésen, ám utólag kizárták őt, mivel szabálytalannak találták autójában az MGU-K-t. Az ausztrál versenyző csak az utolsó rajtkockából indulhatott a futamon, az időmérőn mögötte végző pilóták mind 1-1 helyet előrébb léptek a rajtrácson.[3]
- ↑ 2:  — Sergio Pérez autójában sebességváltót kellett cserélni a harmadik szabadedzésen történt balesetét követően, ezért 5 rajthelyes büntetést kapott a futamra.[4]

## Futam
A szingapúri nagydíj futama szeptember 22-én, vasárnap éjszaka rajtolt, magyar idő szerint 14:10-kor.
| helyezés | rajtszám | versenyző          | csapat/motor          | futott kör | idő/kiesés oka | rajthely | abroncs | pont |
| -------- | -------- | ------------------ | --------------------- | ---------- | -------------- | -------- | ------- | ---- |
| 1        | 5        | Sebastian Vettel   | Ferrari               | 61         | 1:58:33,667    | 3        |         | 25   |
| 2        | 16       | Charles Leclerc    | Ferrari               | 61         | +2,641         | 1        |         | 18   |
| 3        | 33       | Max Verstappen     | Red Bull-Honda        | 61         | +3,821         | 4        |         | 15   |
| 4        | 44       | Lewis Hamilton     | Mercedes              | 61         | +4,608         | 2        |         | 12   |
| 5        | 77       | Valtteri Bottas    | Mercedes              | 61         | +6,119         | 5        |         | 10   |
| 6        | 23       | Alexander Albon    | Red Bull-Honda        | 61         | +11,663        | 6        |         | 8    |
| 7        | 4        | Lando Norris       | McLaren-Renault       | 61         | +14,769        | 9        |         | 6    |
| 8        | 10       | Pierre Gasly       | Toro Rosso-Honda      | 61         | +15,547        | 11       |         | 4    |
| 9        | 27       | Nico Hülkenberg    | Renault               | 61         | +16,718        | 8        |         | 2    |
| 10       | 99       | Antonio Giovinazzi | Alfa Romeo-Ferrari    | 61         | +27,855[3]     | 10       |         | 1    |
| 11       | 8        | Romain Grosjean    | Haas-Ferrari          | 61         | +35,436        | 17       |         |      |
| 12       | 55       | Carlos Sainz Jr.   | McLaren-Renault       | 61         | +35,974        | 7        |         |      |
| 13       | 18       | Lance Stroll       | Racing Point-Mercedes | 61         | +36,419        | 16       |         |      |
| 14       | 3        | Daniel Ricciardo   | Renault               | 61         | +37,660        | 20       |         |      |
| 15       | 26       | Danyiil Kvjat      | Toro Rosso-Honda      | 61         | +38,178        | 14       |         |      |
| 16       | 88       | Robert Kubica      | Williams-Mercedes     | 61         | +47,024        | 19       |         |      |
| 17       | 20       | Kevin Magnussen    | Haas-Ferrari          | 61         | +1:26,522      | 13       |         |      |
| ki       | 7        | Kimi Räikkönen     | Alfa Romeo-Ferrari    | 49         | baleset        | 12       |         |      |
| ki       | 11       | Sergio Pérez       | Racing Point-Mercedes | 42         | olajszivárgás  | 15       |         |      |
| ki       | 63       | George Russell     | Williams-Mercedes     | 34         | baleset        | 18       |         |      |

Megjegyzés:
- ↑ 3:  — Antonio Giovinazzi a biztonsági autós fázis alatt túl közel hajtott a sportbírókhoz, ezért utólag 10 másodperces időbüntetést kapott, de helyezését ez nem befolyásolta.[6]

## A világbajnokság állása a verseny után
| H   | Versenyzők       | Pont | H   | Konstruktőrök             | Pont |
| --- | ---------------- | ---- | --- | ------------------------- | ---- |
| 1.  | Lewis Hamilton   | 296  | 1.  | Mercedes                  | 527  |
| 2.  | Valtteri Bottas  | 231  | 2.  | Ferrari                   | 394  |
| 3.  | Charles Leclerc  | 200  | 3.  | Red Bull-Honda            | 289  |
| 4.  | Max Verstappen   | 200  | 4.  | McLaren-Renault           | 89   |
| 5.  | Sebastian Vettel | 194  | 5.  | Renault                   | 67   |
| 6.  | Pierre Gasly     | 69   | 6.  | Toro Rosso-Honda          | 55   |
| 7.  | Carlos Sainz Jr. | 58   | 7.  | Racing Point-BWT Mercedes | 46   |
| 8.  | Alexander Albon  | 42   | 8.  | Alfa Romeo-Ferrari        | 35   |
| 9.  | Daniel Ricciardo | 34   | 9.  | Haas-Ferrari              | 26   |
| 10. | Danyiil Kvjat    | 33   | 10. | Williams-Mercedes         | 1    |

(A teljes táblázat)

## Statisztikák
- Vezető helyen:
  - Charles Leclerc: 19 kör (1-19)
  - Lewis Hamilton: 7 kör (20-26)
  - Antonio Giovinazzi: 4 kör (27-30)
  - Sebastian Vettel: 31 kör (31-61)
- Charles Leclerc 5. pole-pozíciója.
- Sebastian Vettel 53. futamgyőzelme.
- Kevin Magnussen 2. versenyben futott leggyorsabb köre.
- A Ferrari 239. futamgyőzelme.
- Sebastian Vettel 118., Charles Leclerc 8., Max Verstappen 28. dobogós helyezése.
- A Ferrari lett az első konstruktőr, amely kettős győzelmet tudott elérni Szingapúrban.[7]
- Antonio Giovinazzi a Formula–1 történetének 171. versenyzője lett, aki legalább egy körön át vezetett egy nagydíjon.[8]